# Dorog városrészei
Dorog városrészei több mint egy évszázados folyamatnak köszönhetően alakultak ki, amely folyamat csökkent intenzitással, de ma is tart. Egy kisvároshoz képest elég változatos beépítési mód és építkezési stílus jellemzi a lakóterületeket, bár a városképet alapvetően a Horthy- és a Kádár-korszakra jellemző építészeti stílusok határozzák meg, az utóbbi lényegesen nagyobb mértékben; a szocializmus alatt a város legnagyobb részét újjáépítették, a lebontott kolóniák helyén lakótelepek épültek. A város területe 11,55 km², ebből hozzávetőlegesen 3,52 km² a beépített terület, aminek közel harmadát a város északnyugati részén elhelyezkedő kiterjedt ipartelepek adják, a lakóterület 2,5 km², így 1 km²-re 4900 lakos jut. A városon belüli magas népsűrűség főként a lakótelepi beépítettségnek köszönhető.

## A városrészek kialakulása

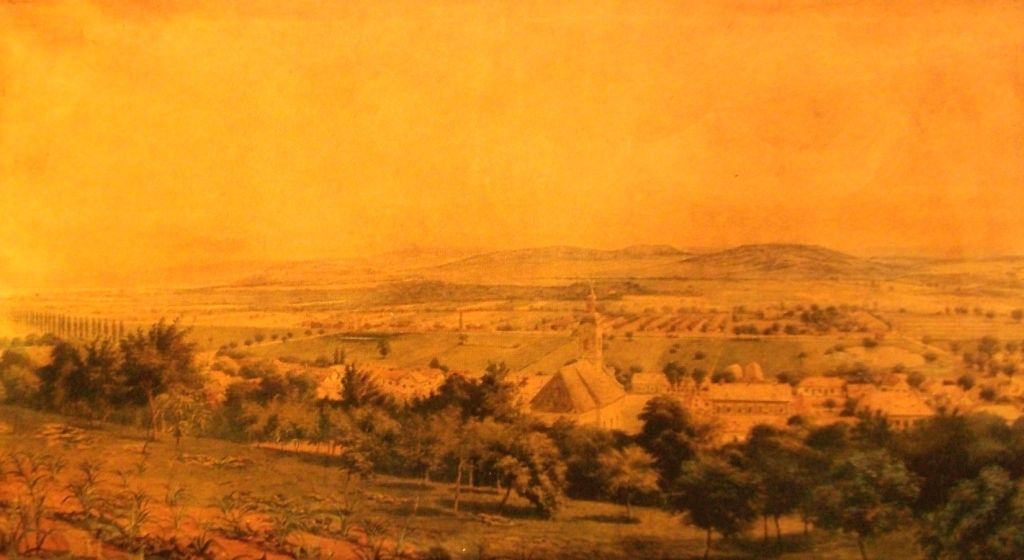
Dorog 1905-ben szántóföldekkel és gyümölcsöskertekkel (népesség: 1949 fő 1910-ben), Koszkol Jenő festménye

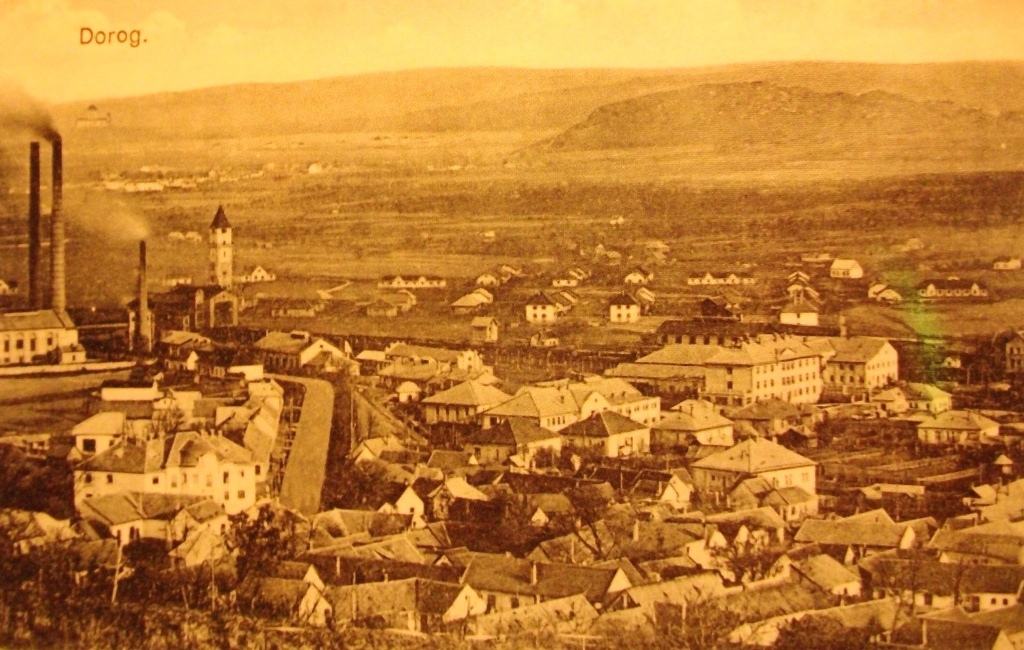
Dorog látképe 1927-ben a felépült hőerőművel, városházával és a kiépülő kolóniákkal (népesség: 5863 fő 1930-ban), képeslap, Karinger kiadása

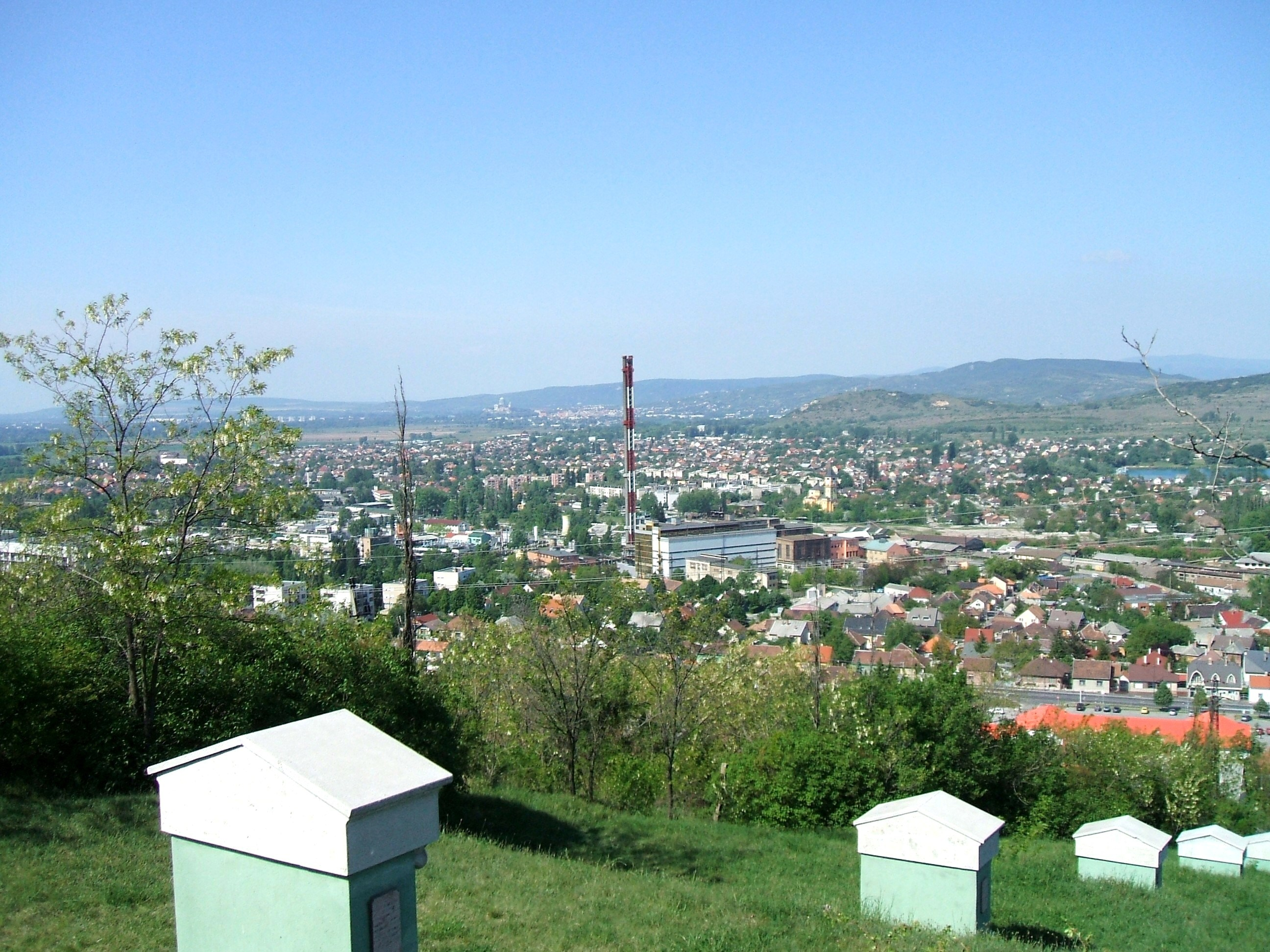
Dorog látképe 2007-ben a modern erőművel, a Richter Gedeon gyógyszergyárral...

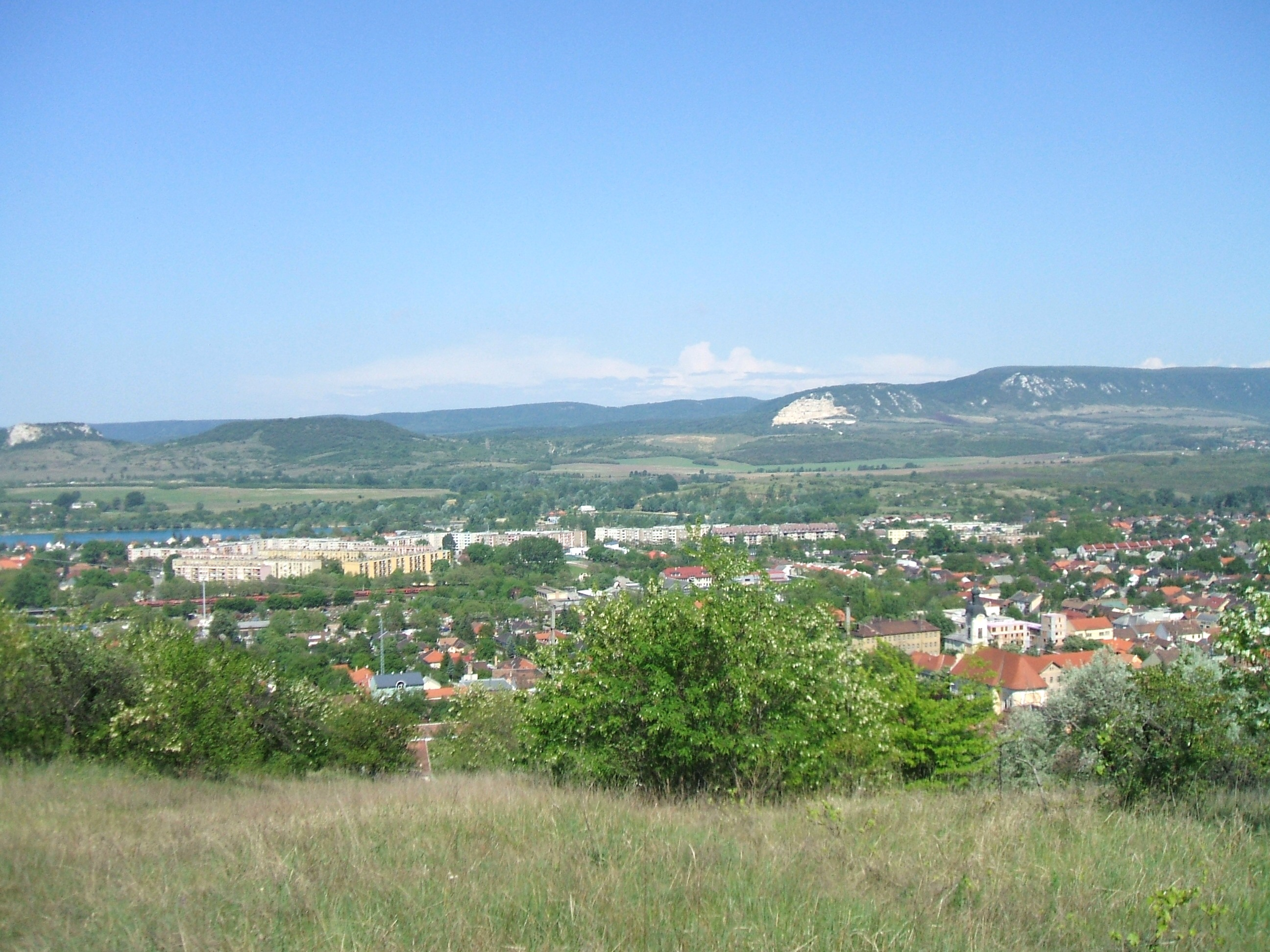
...lakótelepekkel és kertvárosokkal (népesség: 12 203 fő 2007-ben)

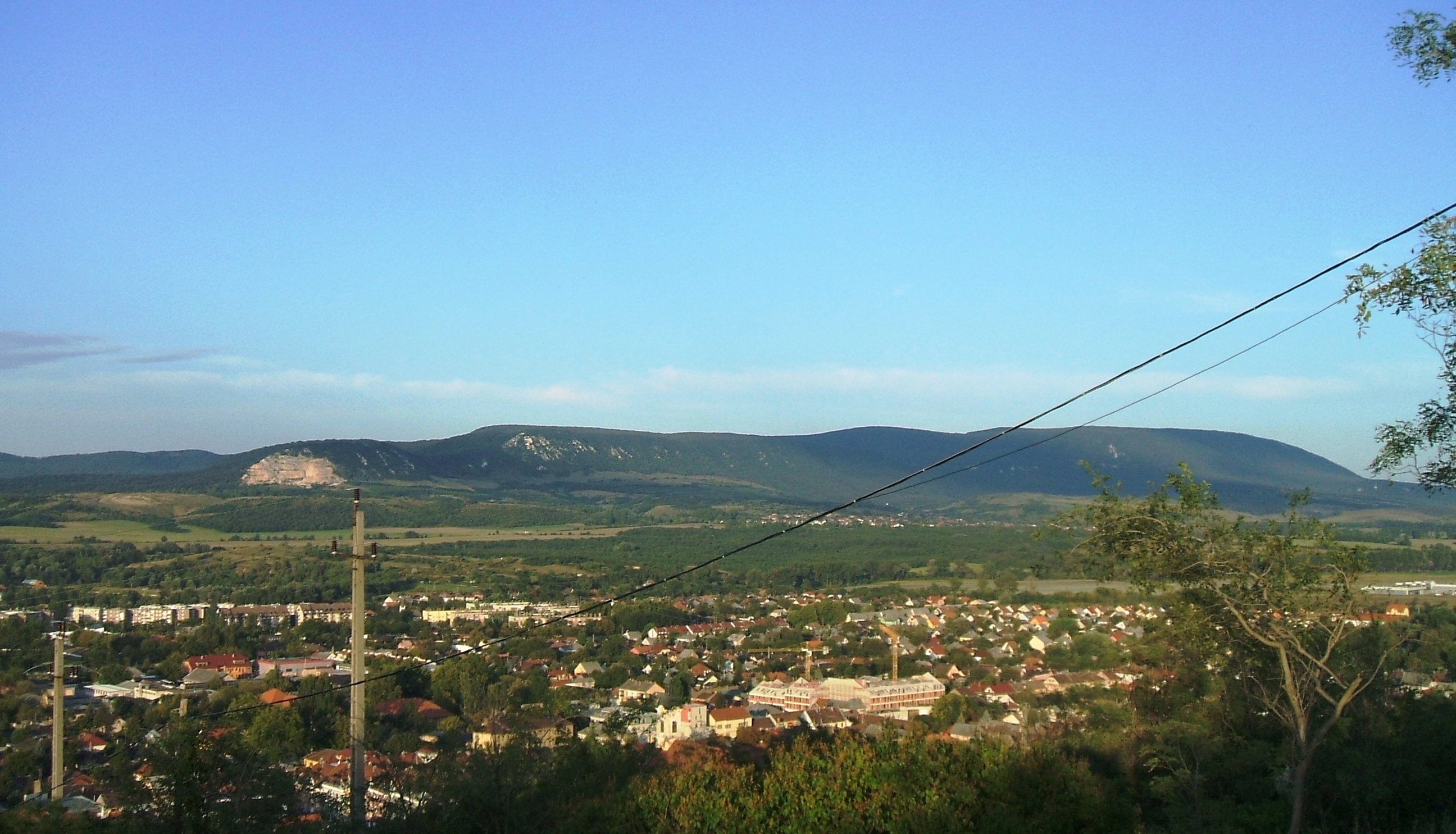
A város fölé magasodó Pilis vonulata

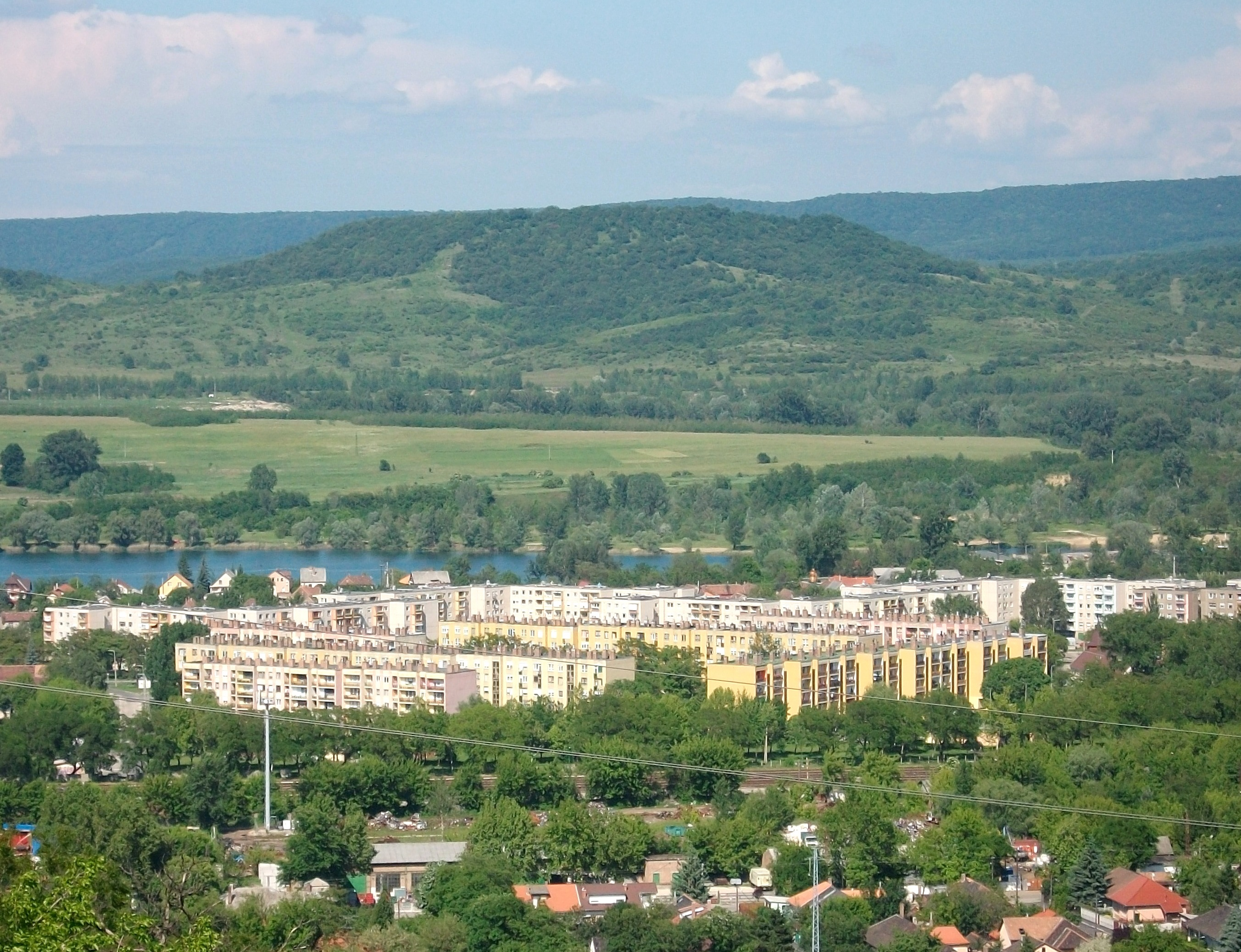
A Zsigmondy és Schmidt-lakótelep, a város két legnagyobb lakótelepén él a lakosság negyede

A vasút megépültéig (1895) Dorog semmiben sem különbözött a többi környékbeli falutól, egyetlen részből állt, a Szent József plébániatemplom körül található kis földes utcák és földszintes házak alkotta faluból - amelynek helyén a mai városközpont kialakult - és az ahhoz nyugatról kapcsolódó Ódorogi kolóniából. A vasútvonal (eredetileg HÉV) és a vasútállomás a falutól északkeletre épült meg, ez meghatározta az elkövetkező száz évben a város terjeszkedésének irányát és jellegét. A vasút eredetileg a mai Köztársaság út (volt Lenin út) vonalában épült volna meg (a vasútállomásnak szánt épületben ma a Dorogi Sportmúzeum található), de később a vonalat a faluhoz és az épülő Öregkolóniához közelebb helyezték, amely 1898-ra készült el 9 utcával a Salgótarjáni Kőszénbánya Rt. megbízásából a mai Zsigmondy Vilmos-lakótelep helyén a bányászok letelepítésének céljából. A vasúttól északra az Öregkolónián kívül nem volt más lakóterület, akkoriban nem sokan gondolták, hogy az értéktelen vizenyős, mocsaras terület az 1990-es évekre 8-9000 ember otthona lesz.
Schmidt Sándor kezdeményezésre 1911-ben Dorog lett a bányavidék központja, 1915-ben kidolgozta terveit a szénbányászat fejlesztéséről, a munkásság, a tiszti- és mérnöki állomány letelepítéséről, a szénbányászat fejlődése következtében érkező nagyszámú betelepülőket a központi fekvésű, jó közlekedési kapcsolatokkal rendelkező Dorogon kívánta letelepíteni. A tervek szerint 1916-ban megkezdődött a tiszti- és mérnöki állomány számára az 1917-re elkészült Tisztviselőtelep, a munkásság számára pedig az Újkolónia építése amely 1925-re készült el. Az 1920-as évek második felében kezdték el a Munkástelep építését, amely főleg ikerházakból álló, mintaszerűen megtervezett alaprajzú munkáskertváros lett, minden házhoz tartozott egy kis kert is. A városrész főutcája a Bányász körönd lett amely felfűzi a környék kisebb utcáit. A telep bővülése a második világháborúig folytatódott a Chorin-telep építésével, az urbanizációs expanzió ekkor érte el Esztergom közigazgatási határát, teljesen rátapadva arra, viszont ezt nem az érseki székhely vonzása idézte elő, hanem a beépíthető, sík területek sajátos, Esztergom közigazgatási határához való közelsége. Ugyanerre az időszakra tehető a város közigazgatási határán kívül eső, viszont ahhoz ezer szállal kötődő Esztergom-Tábor felparcellázása is, számos dorogi tisztviselőnek volt kertes háza, kisebb villája a korabeli Esztergom-Tábor területén. A második világháború kezdetén Dorog két társadalmilag és földrajzilag is élesen elkülönülő településrészből állt, a vasúttól délre elhelyezkedő faluból és a vasút másik oldalán található kolóniából, a városképet döntően átalakító szocialista városépítés előtt gyakran nevezték a település két részét így. A Petőfi tértől az Esztergomi útig összefüggő beépített terület jött létre.
Az 1950-es években nem történtek lényeges változások, a lakóterület alig bővült, inkább sűrűsödött, a korábban kialakult városrészek jellege megmaradt, főleg társasházak épültek, az évtized végén megkezdték a kertvárosias BSH-telep (ma Újtelep) építését a város északnyugati határában, a Munkástelep ebben az időben kapta a Béketelep nevet. Az 1960-as évektől kezdődően történtek a legnagyobb változások, a mai városrészek többségének felépülése az 1990-es évekig terjedő időszakra tehető; felparcellázták a Chorin-teleppel szemben található területet, amely a Petőfi-telep nevet kapta, a Bécsi út északnyugati végén a Hungária-hegy tövében befejeződött a BSH-telep építése, a település délkeleti határában átadták a település első paneles lakótelepét, a Baross Gábor-lakótelepet, a korábbi faluszéli bolgárkertek helyét a parcellázások nyomán tágas kertvárosi házak foglalták el, a Szent Borbála-lakótelep építése is erre az évtizedre tehető. Az 1970-es években kezdődött a korábbi kolóniák elbontása, legelőször a Béketelepen. Helyükön épült fel az 1970-80-as években a Hám Kálmán-lakótelep és a Fáy András-lakótelep. Az elbontott Öregkolónia helyén felépült a Zsigmondy Vilmos-lakótelep, a patak menti Újkolónia helyén a Schmidt Sándor-lakótelep és vállalati beruházás keretében az Erőmű-lakótelep. A kertvárosias Kutykurutty-telep építése az 1960-as években kezdődött és az 1980-as évekig folytatódott. A Dorogi Kertbarátok Köre az 1980-as években felparcellázta a Csolnoki út mentén a VI-os akna és Fehérhegy nevű üdülőtelepeket, amelyek az 1990-es évek óta történt házépítéseknek köszönhetően kertvárosias teleppé váltak, a városrendezési terv szerint Fehérhegy kertvárosi zónának, a VI-os akna pedig hétvégi házas zónának minősül. A rendszerváltás után lassult az építkezések üteme, a meglévő városrészek átalakulása figyelhető meg; a városkörnyéki hétvégi házas területeken (a VI-os akna és a Fehérhegy mellett a Homoki szőlők területén is) nagyobb lakóházak épültek, a városközpontban található régi földszintes épületek elbontása után keletkező foghíjtelkekre többszintes társasházak épültek szolgáltató létesítményekkel.

## Lakótelepek
| Lakótelep                                     | Emeletek száma | Építés ideje    |
| --------------------------------------------- | -------------- | --------------- |
| Zrínyi Miklós-lakótelep (KISZ-telep)          | 2              | 1968-69         |
| Széchenyi István-lakótelep                    | 5              | 1990-1991       |
| Erőmű-lakótelep                               | 3              | 1970-80-as évek |
| Fáy András-lakótelep                          | 3              | 1970-es évek    |
| Szent Borbála-lakótelep                       | 4              | 1960-as évek    |
| Hám Kálmán-Lakótelep                          | 4              | 1970-80-as évek |
| Baross Gábor-lakótelep (Zalka Máté-lakótelep) | 4              | 1962-1963       |
| Zsigmondy Vilmos-lakótelep                    | 4              | 1970-80-as évek |
| Schmidt Sándor-lakótelep (Lenin-lakótelep)    | 4              | 1985-1990       |

- Nagyság szerinti növekvő sorrendben
- Zárójelben a rendszerváltás előtti vagy korábbi neve

## Kertvárosok
| Kertváros                         | Utcák száma | Építés ideje      | Lakások száma (2001) | Népesség (2001) |
| --------------------------------- | ----------- | ----------------- | -------------------- | --------------- |
| Tisztviselőtelep                  | 6           | 1916-1917         | 113                  | 283             |
| Munkástelep (Béketelep)           | 18          | 1920-30-as évek   | n.a.                 | n.a.            |
| Kenyérmezői-patak menti kertváros | 2           | n.a.              | 154                  | 459             |
| Chorin-telep                      | 6           | 1930-40-es évek   | 89                   | 220             |
| Újtelep (BSH-telep)               | 4           | 1950-1960-as évek | 69                   | 167             |
| Homokvasút menti kertváros        | 7           | 1962-1963         | 145                  | 340             |
| Petőfi-telep                      | 5           | 1960-as évek      | 131                  | 429             |
| Kálvária-hegyi lakóterület        | 7           | n.a.              | 157                  | 476             |
| Kutykurutty-telep                 | 8           | 1960-1980-as évek | 223                  | 653             |
| VI-os akna                        | 3           | 1980-as évek-     | n.a.                 | n.a.            |
| Fehérhegy                         | 6           | 1980-as évek-     | n.a.                 | n.a.            |

- Zárójelben a rendszerváltás előtti vagy korábbi neve
- A Kálvária-hegyi lakóterület és a Kenyérmezői-patak menti kertváros épülése rendszertelen volt, heterogén kertvárosias területeket foglal magában, így nem lehet egyértelmű építési időszakot meghatározni.

## Elbontott városrészek
| Kolónia         | Építés ideje | Elbontás ideje | Területe ma                                          |
| --------------- | ------------ | -------------- | ---------------------------------------------------- |
| Ódorogi kolónia | 1860-as évek | n.a.           | meddőhányók, salakhegyek                             |
| Öregkolónia     | 1890-es évek | 1970-es évek   | Zsigmondy Vilmos-lakótelep                           |
| Újkolónia       | 1916-1925    | 1985-1990      | Schmidt Sándor-lakótelep, Széchenyi István-lakótelep |

## Külső hivatkozások
- Dorog város hatályos településszerkezeti terve Archiválva 2012. január 30-i dátummal a Wayback Machine-ben
- Dorog Város Integrált Városfejlesztési Stratégiája, 2010. március 26. Archiválva 2012. március 6-i dátummal a Wayback Machine-ben